# Micheline Calmy-Rey
Micheline Calmy-Rey (Chermignon, 8 juli 1945) is een Zwitserse politicologe en politica voor de Sociaaldemocratische Partij van Zwitserland uit het kanton Genève.

## Biografie

### Opleiding
Micheline Calmy-Rey studeerde handel in Saint-Maurice en vervolgens politieke wetenschappen aan de Universiteit van Genève.

### Kantonnale politiek
Later werd ze lid Sociaaldemocratische Partij van Zwitserland. Tussen 1986 en 1990 en een tweede maal tussen 1993 en 1997 was ze voorzitster van de Geneefse kantonnale afdeling van haar partij. In 1981 werd ze verkozen in de Grote Raad van Genève, waarvan ze voorzitster was van 1992 tot 1993. In 1997 werd ze verkozen in de Staatsraad van Genève, de kantonnale regering, waar ze haar partijgenoot Laurent Moutinot opvolgde en bevoegd werd voor Financiën. In de periode 2001-2002 was ze voorzitster van de Staatsraad en daardoor regeringsleidster. Tijdens haar mandaat saneerde ze de kantonnale financiën en riep ze de stijgende schuld een halt toe.

### Federale politiek
Nadat Ruth Dreifuss haar ontslag uit de Bondsraad (federale regering) aankondigde, waren Micheline Calmy-Rey en Ruth Lüthi uit het kanton Fribourg kandidaat om haar op te volgen. Uiteindelijk werd Calmy-Rey op 4 december 2002 in de zesde stemronde door de Bondsvergadering tot Bondsraadslid verkozen met 131 stemmen tegen 68 voor Lüthi. Per 1 januari 2003 trad ze toe tot de Bondsraad, waar ze bevoegd werd voor het Departement van Buitenlandse Zaken. Tussen 1 januari 2004 (niet-herverkiezing van Ruth Metzler-Arnold ten voordele van Christoph Blocher) en 1 augustus 2006 (verkiezing van Doris Leuthard was Calmy-Rey de enige vrouw in de Bondsraad.

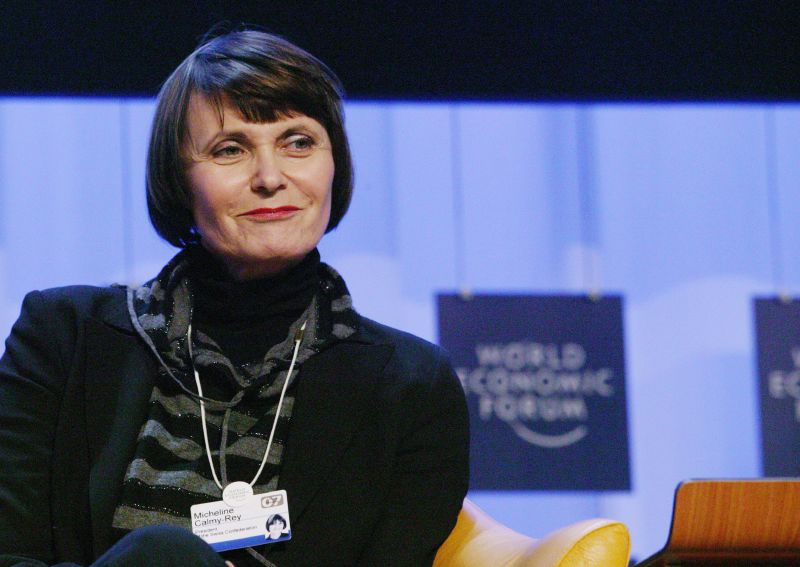
Bondspresidente Micheline Calmy-Rey op het World Economic Forum. Davos, 24 januari 2007.

In het jaar 2006 was ze vicebondspresident, onder het presidentschap van haar partijgenoot Moritz Leuenberger. Op 13 december van dat jaar werd ze verkozen tot bondspresident van Zwitserland voor het jaar 2007 met 147 stemmen op een totaal van 215 (192 geldige stemmen). Hiermee werd ze na Ruth Dreifuss in 1999 de tweede vrouwelijke bondspresident in de geschiedenis van Zwitserland. Op 22 september 2010 werd ze voor een tweede maal verkozen tot vicebondspresidente voor de maanden november en december 2010, nadat Moritz Leuenberger als zittend vicebondspresident ontslag had genomen uit de Bondsraad. Op 8 december 2010 werd ze met 106 op 189 geldige stemmen voor een tweede maal verkozen als bondspresidente, voor het jaar 2011. Daarmee behaalde ze de laagste uitslag in de verkiezing van de bondspresident sinds 1920, toen Edmund Schulthess met 136 stemmen tot bondspresident voor het jaar 1921 werd verkozen. Daarenboven betekende deze verkiezing dat voor het eerst een vrouwelijke bondspresident een andere vrouwelijke bondspresident (in casu Doris Leuthard) opvolgde.

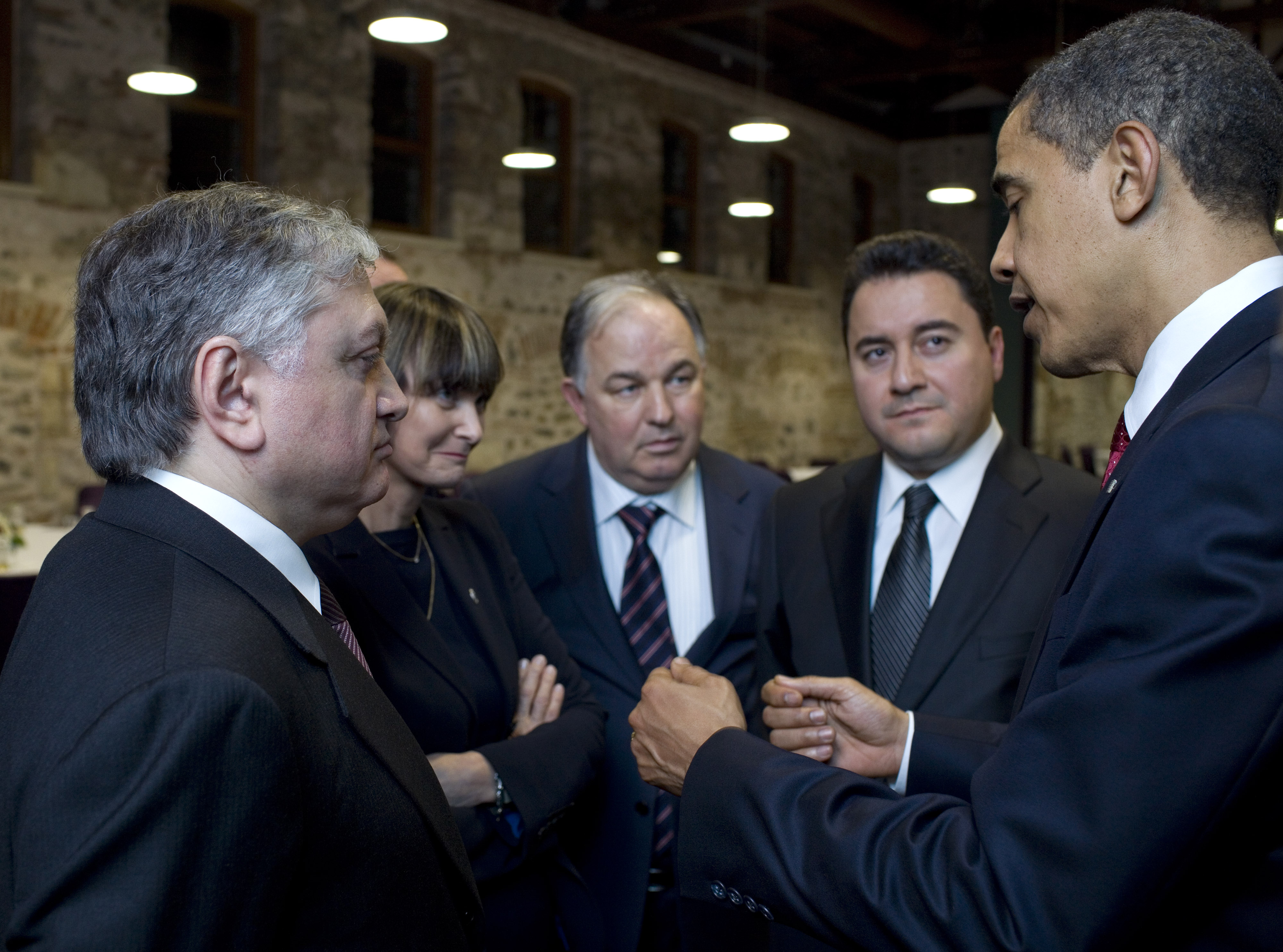
Micheline Calmy-Rey met de Amerikaanse president Barack Obama en enkele Turkse ministers in de periode dat ze optrad als bemiddelaarster tussen Turkije en Armenië. Istanboel, 6 april 2009.

Als minister van Buitenlandse Zaken onderhandelde Calmy-Rey enkele bilaterale akkoorden tussen Zwitserland en de Europese Unie en bemiddelde ze in het conflict tussen Israël en de Palestijnen en tussen Turkije en Armenië.
Op 7 september 2011 kondigde ze haar ontslag uit de Bondsraad aan. Ze zou op 1 januari 2012 worden opgevolgd door haar partijgenoot Alain Berset.

## Galerij

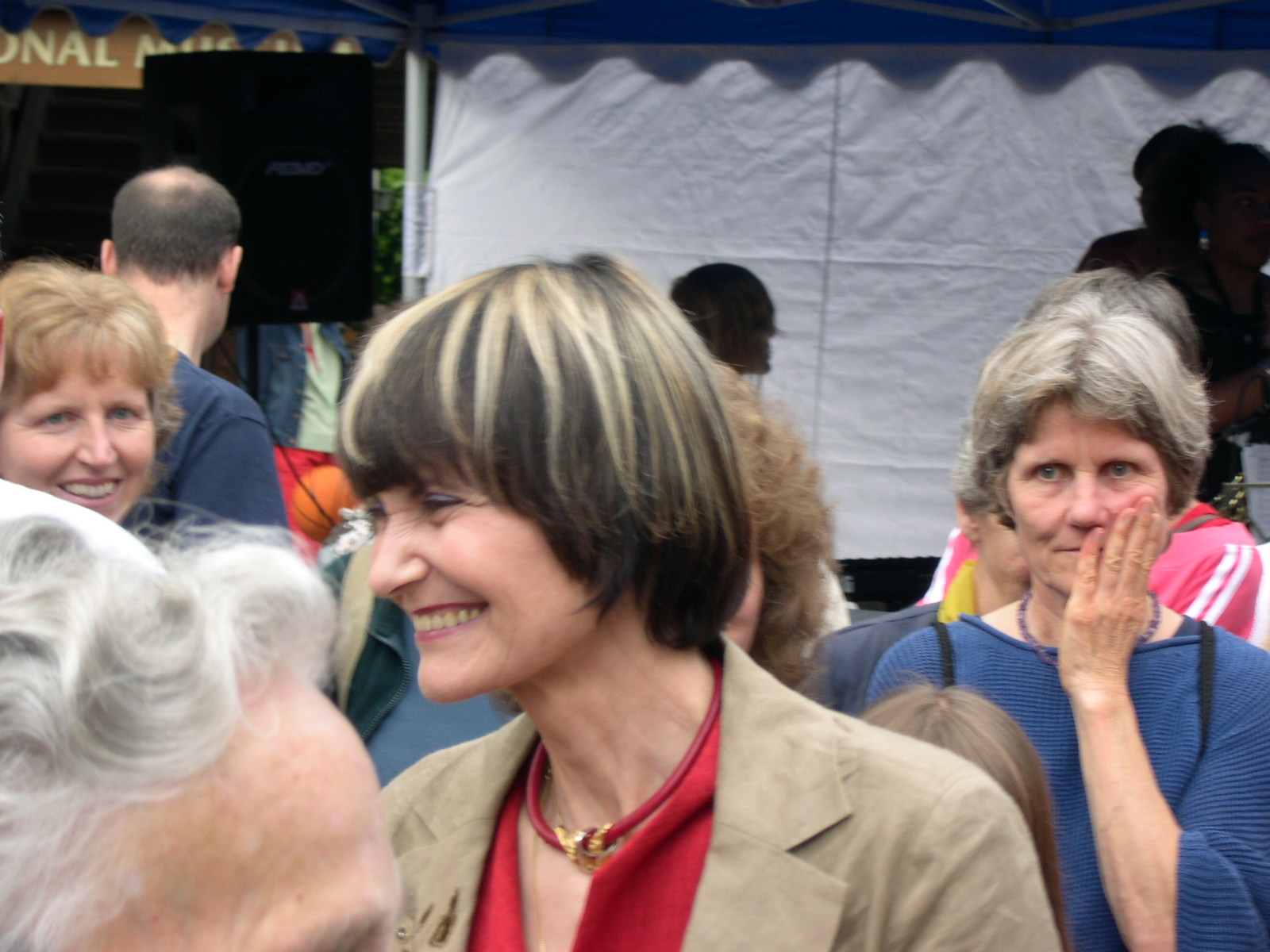
Micheline Calmy-Rey
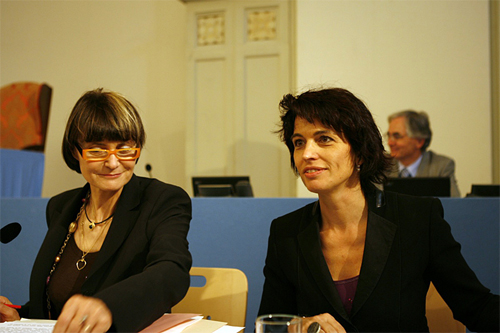
Micheline Calmy-Rey en Doris Leuthard
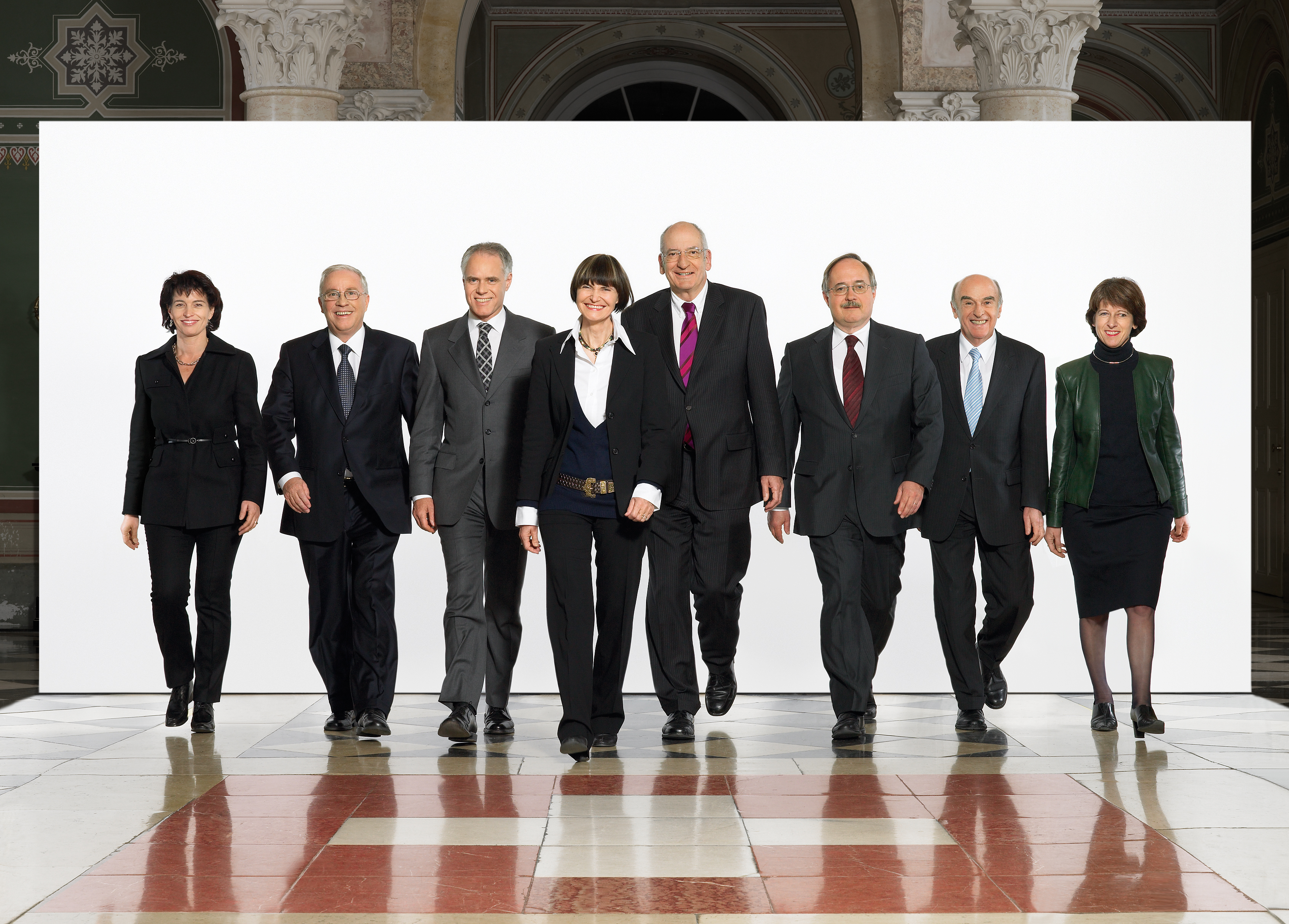
De Zwitserse Bondsraad van 2007, met Calmy-Rey als bondspresidente
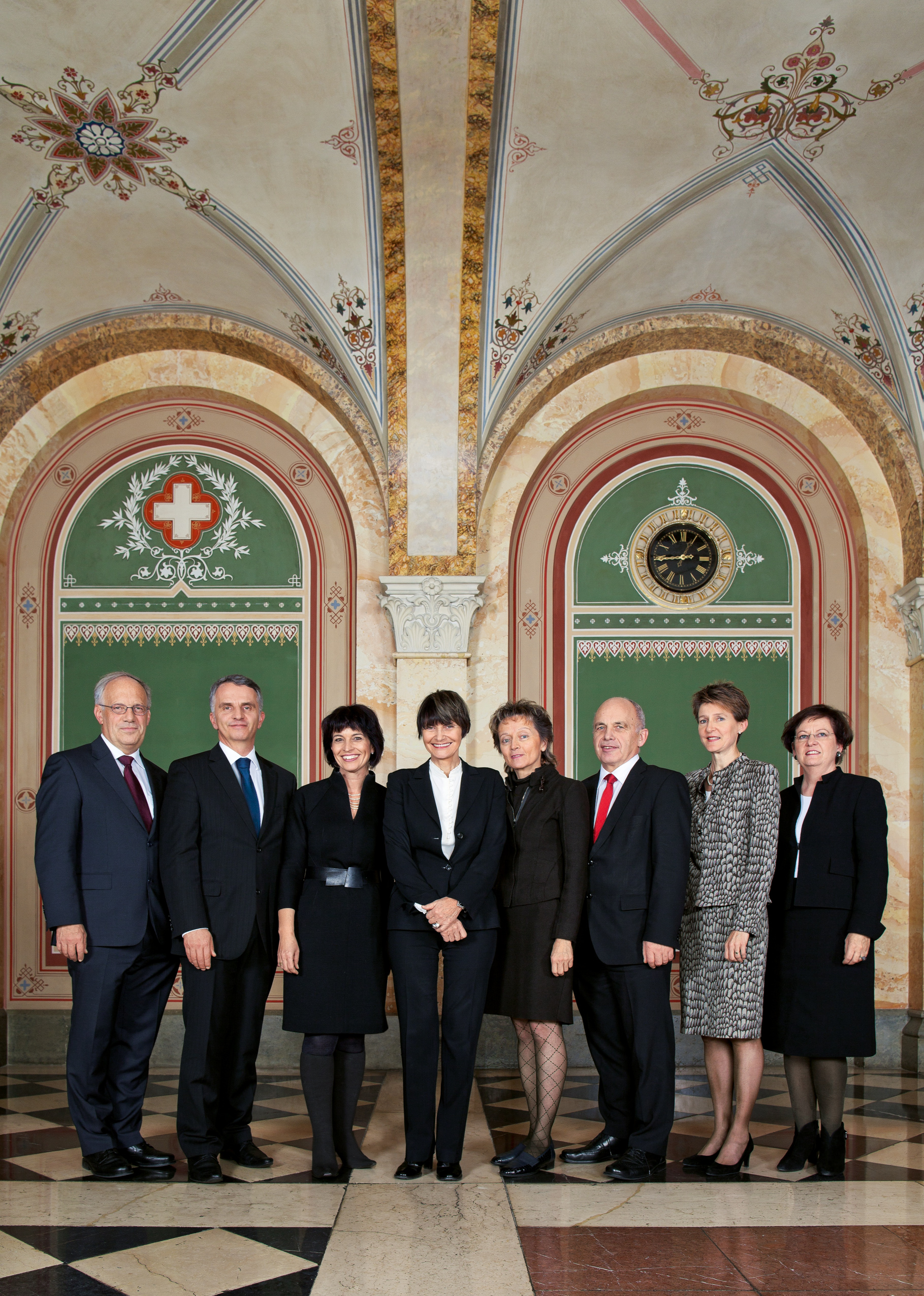
De Zwitserse Bondsraad van 2011, met Calmy-Rey als bondspresidente

- Base de données des élites suisses: 68593
- Bibliothèque nationale de France: cb17978402v (data)
- Gemeinsame Normdatei: 132107597
- Historisch woordenboek van Zwitserland: 045202
- International Standard Name Identifier: 0000 0001 1776 5227
- Library of Congress Control Number: n2008051842
- Nationale Bibliotheek van Tsjechië: uk2007334946
- Nederlandse Thesaurus van Auteursnamen: 303450118
- Réseau des bibliothèques de Suisse occidentale: 02-A000137232
- Système universitaire de documentation: 069493022
- Zwitserse Bondsvergadering: 827
- Virtual International Authority File: 95216021
- WorldCat: E39PBJvCW6HGcWdXj8xFq3GmBP